# 克罗地亚家园卫队
克罗地亚家园卫队是第二次世界大战期间克羅埃西亞獨立國武装力量中的陆军武裝力量。克罗地亚家园卫队成立于1941年4月。該部隊於當年6月镇压了赫塞哥維納东部塞尔维亚人的叛乱。